# York County, New Brunswick
York County är ett county i Kanada.   Det ligger i provinsen New Brunswick, i den östra delen av landet, 700 km öster om huvudstaden Ottawa.
I omgivningarna runt York County växer i huvudsak blandskog. Runt York County är det mycket glesbefolkat, med 4 invånare per kvadratkilometer.